# Dover (Delaware)
Dover és la capital de l'estat de Delaware, als Estats Units. Segons el cens de l'any 2000, Dover tenia 32.135 persones. Està localitzat al Comtat de Kent, localitzat aquest al seu torn a la península Delmarva. La ciutat de Dover està situada geogràficament al centre de l'estat de Delaware.

## Història
Dover va ser fundada el 1683 per William Penn. La seva missió d'exploració i assentament va ser encarregada pel rei Carles II d'Anglaterra. El 1717, es va nomenar Dover la ciutat on havien d'establir-se les tropes de Delaware, això va fer que a Dover existeixin nombroses històries i successos patriòtics ressenyables. En aquesta ciutat es troba la Cort Suprema de Delaware i la Cort del Comtat de Kent.
Dover va ser el bressol de Caesar Rodney, un enigmàtic personatge de la Revolució Americana. Hi ha una estàtua al cementiri de la ciutat en el seu honor.
En temps colonials abans del final de la Guerra de Secessió, Delaware era un estat esclavista, pràctiques exercides sobretot en el sud de l'estat. Durant la guerra civil americana, Delaware va ser un estat fronter durant la guerra, i encara que formava part del bàndol de la Unió, no va prendre partit per cap bàndol ni va lluitar contra els Estats Confederats. La ciutat i la seva estació de ferrocarril es convertirien en punt de partida per als soldats destinats a les guarnicions de la Unió als fronts de Pennsilvània i Nova Jersey.

## Geografia

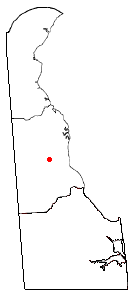
Localització de Dover a Delaware

Dover està localitzat en el paral·lel 39º9´43" Nord i en el 75º31´36" Oest, (39.161921, -75.526755).
D'acord amb l'Agència de Cens Geogràfic dels Estats Units, la ciutat té una àrea total de 58,8 km², dels quals 58 km² són terra ferma i els 0,8 km² restants són aigua, que equival a l'1,32% de la superfície total de Dover.

## Demografia
Segons el cens de l'any 2000, a Dover hi habiten 32.135 persones, hi ha 12.340 cases i 7.502 famílies residents a la ciutat. La densitat de població és de 554.1/km². Hi ha 13.195 cases, amb una densitat de 227,5/km². La configuració racial de la ciutat és variada, ja que el 54,94% són blancs, el 37,22% són afroamericans, 4,13% són llatins, el 3,16% són asiàtics i l'1,57% restant pertany a altres races.
El 23,5% de la població té menys de 18 anys, dels 18 als 64 formen el 63,1% de la població i 13,3% les persones són majors de 65 anys.

## Economia
El major patró de Delaware ho és també de Dover: el govern estatal. Una gran part, però no tota, de la burocràcia de l'estat està localitzada a i al voltant de Dover. No obstant això, com en altres estats americans, la capital de Delaware no és la seva ciutat més gran. Wilmington, en la part nord de l'estat és la seva ciutat més gran, i té moltes oficines estatals que un esperaria normalment trobar en la capital estatal, fins i tot l'oficina central de l'Oficina del Ministre de Justícia.
Dover és una de les àrees de major creixement de l'estat de Delaware, degut en gran part al relativament sota cost de la vida. Com a conseqüència, el govern del Comtat de Kent és també un dels principals empleadors de l'àrea. A part dels governs de l'estat i del comtat, els generadors d'ocupació més significatius de Dover inclouen la Base de la Força Aèria de Dover, localitzada als afores de la ciutat. A la base s'allotgen dues ales de transport aeri, així com l'únic cementiri de militars nord-americans localitzat als Estats Units continentals, que accepten els cossos de soldats morts a batalla. A més, la corporació Playtex (roba interior femenina), General Mills (alimentació: "Yoplait", "El Gegant Verd"...) i Procter & Gamble tenen instal·lacions industrials a Dover. L'ILC Dover, en la propera ciutat de Frederica, és el productor de productes per a usos militars i aeroespacials, juntament amb ser el principal contractista per a la producció de vestits espacials del projecte Apol·lo i Skylab, així com l'ensamblatge de vestits espacials de la Unitat de Mobilitat Extravehicular del Space Shuttle.
Dos caps de setmana a l'any, la carrera d'automòbils NASCAR se celebra a la Pista de Carreres Internacional de Dover, atraient a més de 100.000 espectadors i convidats, convertint temporalment Dover en la ciutat més gran de l'estat. Aquestes carreres contribueixen amb milions de dòlars a l'economia de Dover.

## Educació
Dover és la seu de la Delaware State University, i el Wesley College. És també seu del Terry Campus of the Delaware Technical & Community College i de les oficines administratives del Col·legi. Dover també té localitzacions secundàries de la Universitat de Delaware i del Wilmington College.
Dues escoles secundàries públiques serveixen als residents de Dover. L'Escola Secundària Caesar Rodney, al districte escolar de Caesar Rodney (localitzada als afores de la ciutat, a Camden-Wyoming); i l'Escola Secundària de Dover.
L'Escola Mitjana de la Base de la Força Aèria de Dover està localitzada dintre del local de la Base. Aquesta escola és inusual en el sentit que no està dirigida pel Ministeri de defensa, sinó pel districte escolar Caesar Rodney.

## Cultura
L'antiga Casa de l'Òpera de Dover, construïda el 1904, va ser renovada recentment i es va convertir en el Centre Schwartz per a les Arts, que rep interpretacions per l'Orquestra Simfònica de Dover, ballet, i pel·lícules clàssiques.
La Biblioteca Estatal de Delaware, el Museu Estatal de Delaware, i els Arxius de l'Estat de Delaware estan situats al centre de la ciutat i estan oberts al públic per a la investigació i consulta.
Al districte històric de Dover s'hi troba el Museu Sewell C. Biggs d'Art Americana, que conté col·leccions des de l'època colonial fins a l'actualitat.